# Мешко I
Ме́шко I (Мечислав I, пол. Mieszko I; ок. 935 — 25 мая 992) — первый исторически достоверный польский князь, представитель династии Пястов, сын Земомысла, внук Лешека.
Основатель древнепольского государства; объединил большинство земель лехитских племён и принял христианство латинского образца как государственную религию.

## Биография

### Правление

#### Войны с лютичами и союз с чехами
Сын полулегендарного князя Земомысла, имя матери неизвестно. Около 960 года Мешко стал князем небольшого польского княжества Великая Польша с центром в Гнезно. Согласно гипотезе археолога Пшемыслава Урбанчика, династия Мешко I пришла из Великой Моравии. Уже в начале правления ему удалось присоединить территории Куявии, Мазовии и Восточного Поморья. К его правлению относится первое упоминание польского государства в европейских хрониках.
В соответствии с заметками Ибрагима ибн Якуба, Мешко I руководил централизованным государством с большим войском.
В 963 году Мешко совершил набег на славянское племя лютичей (велетов), пытаясь подчинить Западное Поморье, однако был разбит соседними немецкими князьями; об этом сообщали Ибрагим ибн Якуб и Видукинд Корвейский. В то же время Мешко завладел племенами любушан (по Видукинду), вторгнувшись в сферу влияния Священной Римской империи. Сражаясь с велетским князем Вихманом, Мешко не решился на войну с императором Оттоном I и согласился платить ему дань. Эти обстоятельства вынудили Мешко пойти на союз с императором Священной Римской империи Оттоном I. Одновременно начинается польско-чешское сближение: в 965 году польский князь женился на чешской принцессе Дубравке, урегулировав взаимоотношения с чешским князем Болеславом I Грозным.

#### Крещение и христианизация Польши

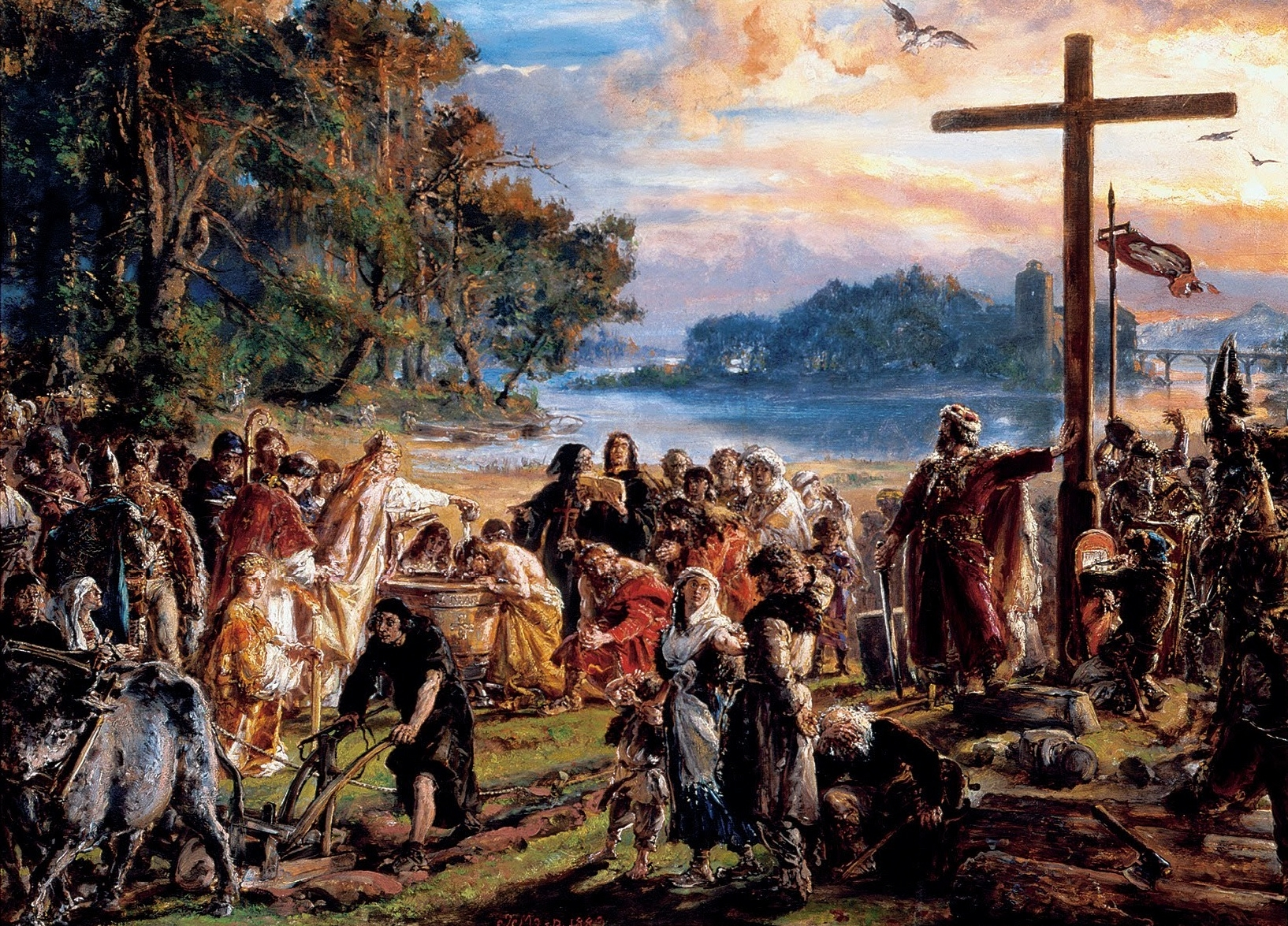
«Крещение Польши». Картина Яна Матейко (1889)

Чтобы одновременно получить союзников в Саксонии (в то время — враги Чехии), гнезненский правитель решился на крещение. В 966 году под влиянием империи и Чехии Мешко принял христианство по латинскому обряду, что стало важнейшей предпосылкой включения польского княжества в культурно-политическую общность католической Европы и латинского языка. Поэтому следует констатировать, что крещение имело прежде всего политический характер, а сдержанность Мешко I свидетельствует о его дальновидности и рациональности. Это позволило ему в короткое время решить проблемы с Вихманом.
Таким образом, принимая христианство, Мешко I преследовал следующие цели:
- предотвратить усиление немецкого влияния и установить самостоятельную политическую государственность полян в христианской Европе;
- сблизиться с саксонскими правителями, что должно было облегчить совместные действия против полабских племен, например велетов;
- усилить союз с Чехией (тем самым нейтрализуя чешско-велетский союз; вскоре чехи оказали помощь, благодаря которой Мешко победил велетов);
- укрепить свою власть.

В 968 году было основано первое польское епископство в г. Познань. Сближение с империей позволило Мешко I в 967 году присоединить Западное Поморье.

#### Борьба с немецкими княжествами

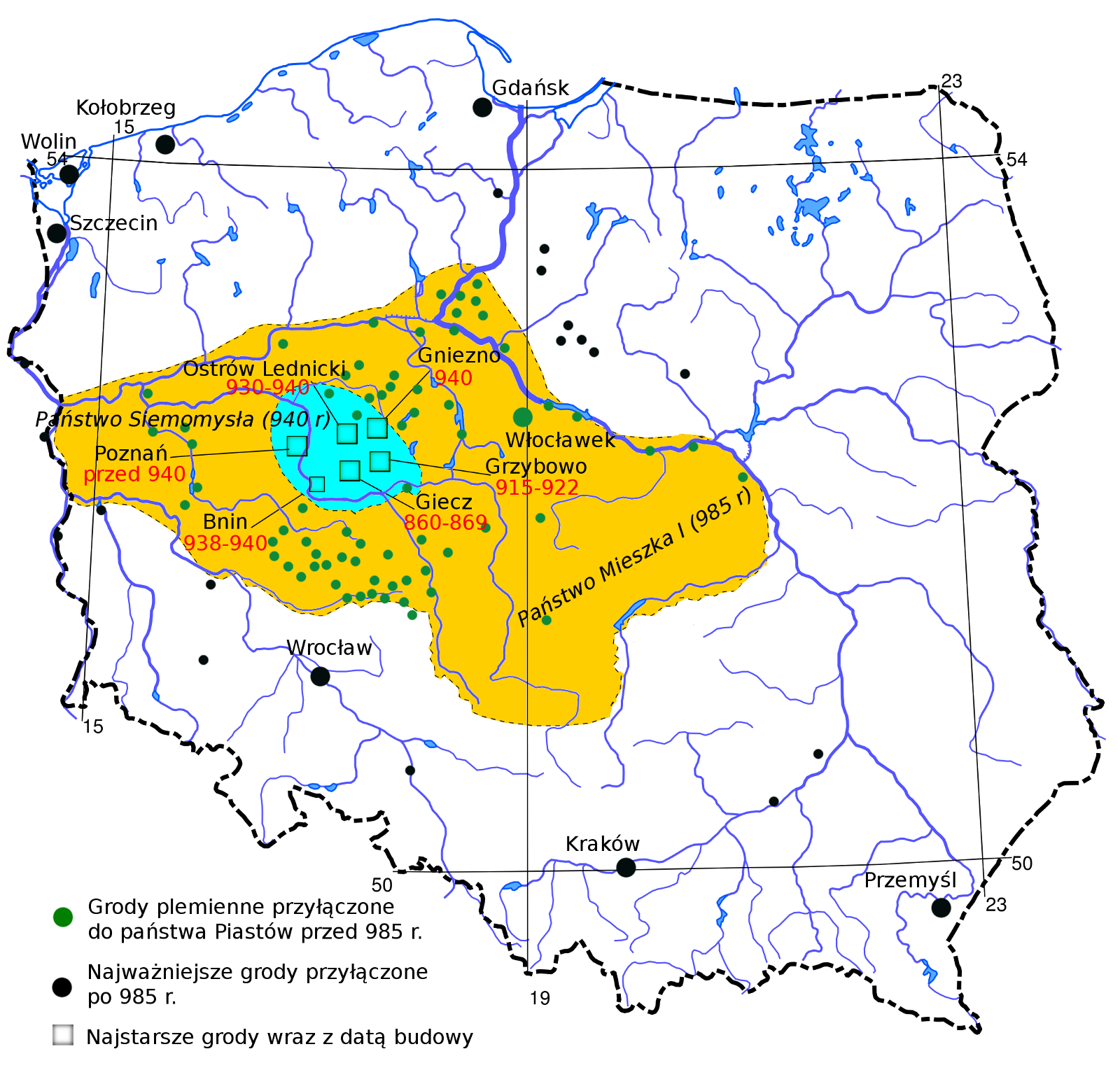
Владения Мешко I около 985 года

Усиление польского государства спровоцировало его конфликт с соседними немецкими княжествами. В 972 году в Польшу вторглись войска графа Восточной марки Одо, но были разбиты в битве под Цедыней. В 973 году Мешко I был вызван на имперский рейхстаг в Кведлинбурге, где он был вынужден согласиться на уплату дани императору за Западное Поморье и отдать в заложники своего сына Болеслава Храброго. Напряженность в польско-германских отношениях сохранялась до 980-х годов, когда восстание прибалтийских славян в 986 году и угроза языческой реставрации заставили князя вновь пойти на сближение с империей. Восстание было подавлено, попытки Дании укрепиться на польском побережье отбиты, а в 990 году к польскому государству была присоединена Силезия и Малая Польша (без Кракова).
Таким образом, к концу правления Мешко I польское княжество включило в свой состав практически все польские земли и стало крупным государством Центральной Европы, играющим важную роль в европейской политической жизни.

Расширение территории Мешко I к 992 году

С именем Мешко обычно связывается загадочный текст Dagome iudex, сохранившийся в составе краткого изложения (регеста), составленного при папском дворе сто лет спустя, около 1085 года. По поводу времени, места и целей создания документа также ведутся споры. Ныне считается, что инициатива исходила от самого князя Мешко I. Версия, что документ был создан Одой, которая обратилась за помощью к Риму после смерти мужа, ныне рассматривается как устаревшая. Большинством исследователей его автор, некто «судья Дагоме» отождествляется с Мешко, а документ трактуется так, что незадолго перед смертью Мешко I объявил Польшу ленным владением папы римского.
В документе обозначены границы тогдашнего польского государства, в том числе граница с Киевской Русью. Здесь упоминаются также вторая жена Мешко, Ода, и его сыновья от второго брака, но не старший сын Болеслав I Храбрый (тогда уже имевший самостоятельный удел в Кракове, не включённый в очерченные границы). О причинах обращения Мешко к папе существуют различные версии. Возможно, польский князь пытался обезопасить страну от чешского вторжения; возможными причинами называют и его стремление к собственной коронации, и желание создать самостоятельную церковную метрополию. По другой гипотезе, он стремился гарантировать права своей второй семьи, на которые после его смерти мог посягнуть Болеслав (как известно, Болеслав, вступив на престол, действительно изгнал мачеху и братьев).

### Итоги правления

#### Достижения

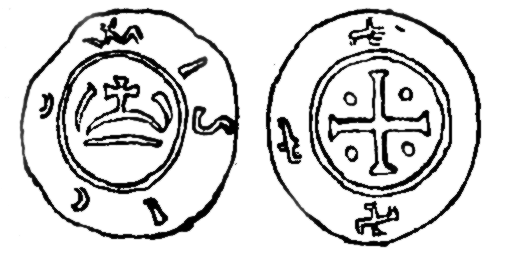
Денарий Мешко I

- Объединение польских земель. Мешко I считается основателем польского государства[5]. За время правления увеличил территорию владений почти вдвое, основными приобретениями стали Силезия, Западная Померания и Малая Польша.
- Принятие христианства и включение Польши в культурно-политическую структуру Европы.
- Польша начала чеканить собственные монеты[6].

#### Мешко в свидетельствах современников

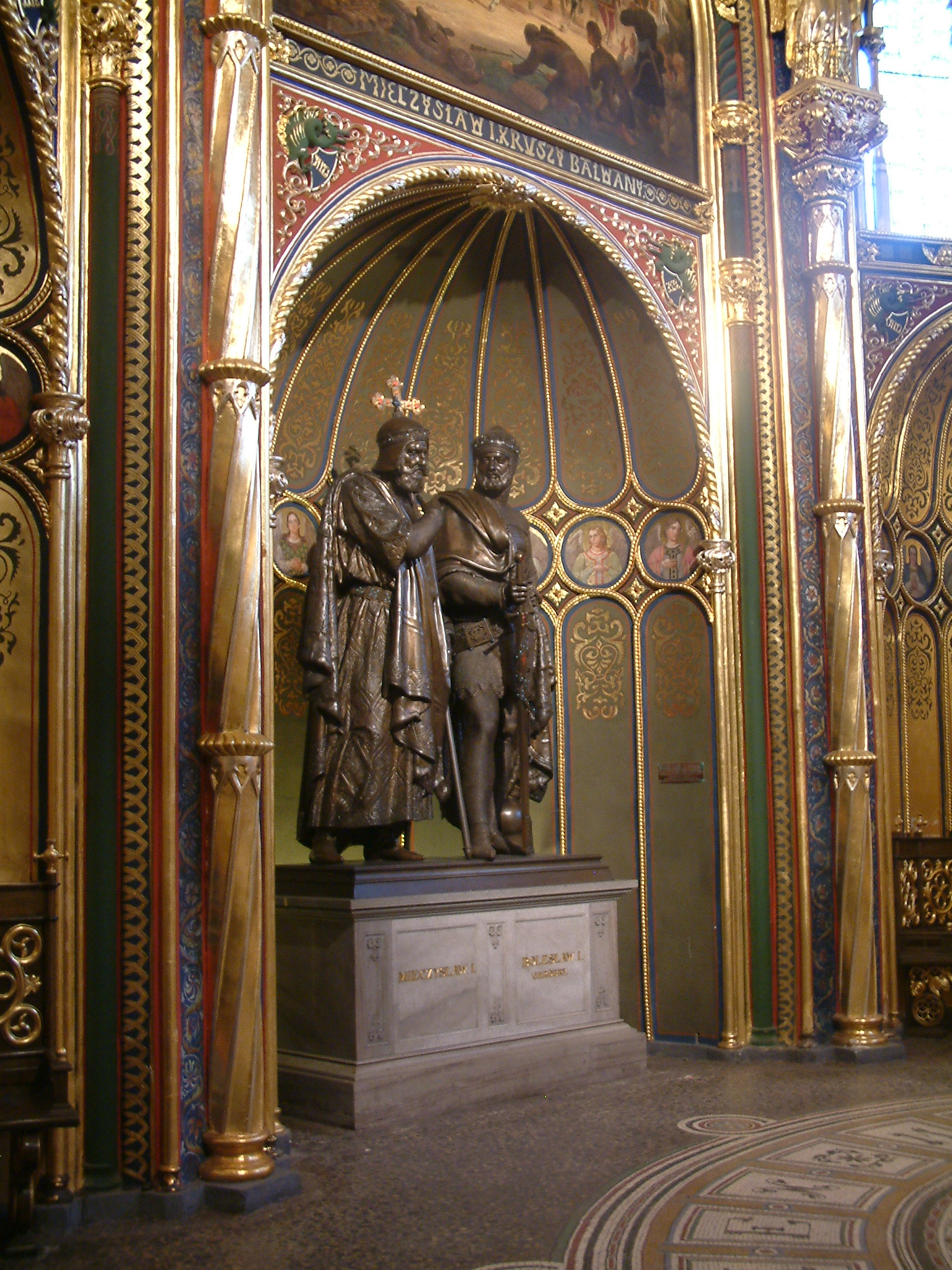
Монумент на захоронении Мешко и Болеслава Храброго в Золотой капелле Познанского собора

Испанский еврей Ибрагим ибн Якуб посетил ряд стран Европы в 960-х годах и оставил такой отзыв о польском государстве:
Что касается страны Мешекко, то она является самой протяженной из их [славян] стран, богата зерном, мясом, медом и рыбой. Он взимает в чеканенной монете налоги, которые обеспечивают содержание его людей. Каждый месяц каждый получает из них [налогов] определённую сумму. Он имеет 3000 латников, а это такие бойцы, что их сотня стоит 10 тысяч прочих. Он даёт людям одежду, коней, оружие и всё, в чём они нуждаются. Если у одного из них родится ребёнок, то независимо от того, является ли он мужского или женского пола, король приказывает сразу выделить содержание. Когда же ребёнок достигает половой зрелости, то, если он мужского пола, король находит ему жену, и уплачивает отцу девушки брачный дар. Если же это девушка, тот король выдает её замуж и даёт брачный дар её отцу. Свадебный дар у славян большой, и их обычай в этом отношении аналогичен берберскому. Если у мужчины родятся 2 или 3 дочери, то они — причина его богатства; если, однако, родятся ему сыновья, то он беднеет. С Мешекко граничат на востоке русы, а на севере — брусы [пруссы].

### Семья
- От брака (в 965) с Дубравкой, дочерью Болеслава I, князя Чехии:
  - Болеслав I Храбрый, князь (993—1024) и король (1024—1025) Польши;
  - Святослава (Гунхильда) (ум. ок. 1014 г.), жена Эрика VI, короля Швеции, позднее — жена Свена I, короля Дании[8]. Её идентификация с Сигрид Гордой, матерью Кнуда Великого, остаётся спорной[9].
- От брака (в 979) с Одой, дочерью Дитриха Хальденслебенского, маркграфа Северной марки:
  - Мешко (ум. после 992 г.);
  - Святополк (ум. до мая 992 г.);
  - Ламберт (ум. после 992 г.).

После смерти Мешко Болеслав Храбрый изгнал из страны мачеху и братьев.

## Мешко I в массовой культуре
Кинематограф
- Войцех Пшоняк в фильме «Gniazdo» (1974) — в русском переводе «Первый правитель»[10].